# Idinen

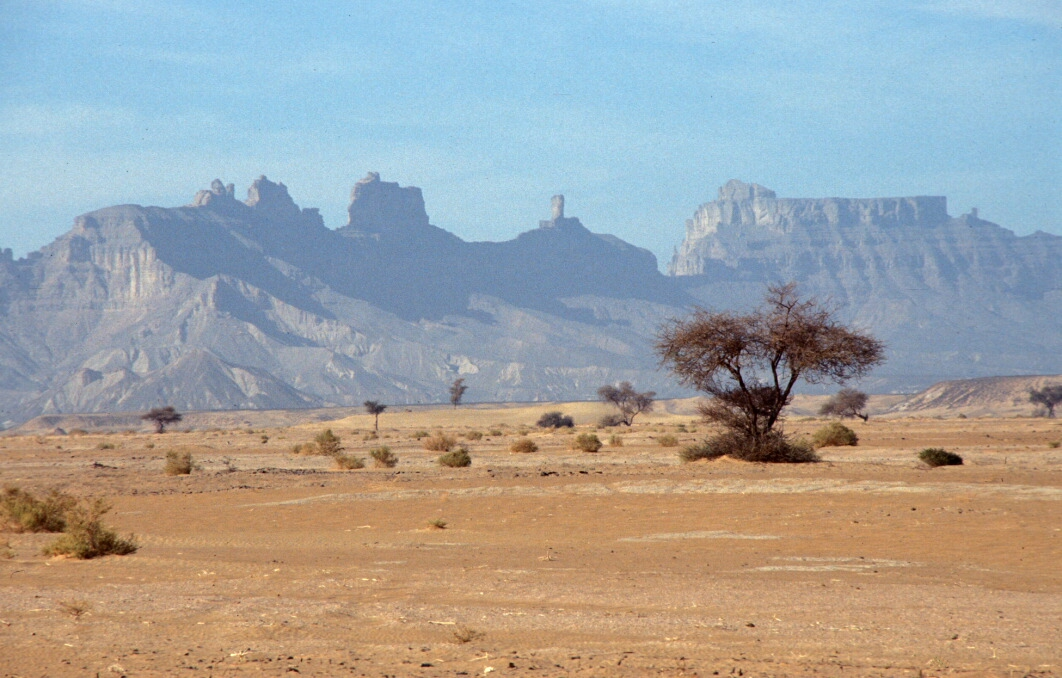
Idinen (2002)

Koordinaten: 25° 15′ 7″ N, 10° 13′ 0″ O
Idinen (arabisch جبل ادينين Jabal Idinen‎) ist der Name eines 1100 m hohen Felsmassivs in der Sahara (südwestliches Libyen) an den Ausläufern des Tassili n'Ajjer.
Der Idinen gehört zu den kleineren Bergmassiven der südlibyschen Provinz Fezzan neben dem Tadrart Akakus. Die nächstgelegene Stadt ist die alte, etwa 40 km entfernte Karawanenstadt Ghat. Aus der Ferne wirkt die Silhouette des aus der Hochebene emporragenden Idinen wie eine Burgruine mit Türmen und Zinnen. Bei den Tuareg-Nomaden heißt der Berg mit Spitznamen "Tadrart-n-Kel Eru" (arab.: Dschebel adsch-Dschenun), d. h. "Geisterberg", oder "Bordj-n-Kel Eru" (arab.: Qasr adsch-Dschenun), also "Geisterburg". Der Überlieferung nach ist das Felsmassiv der Sitz von Geistern und Wiedergängern, deren Stimmen man im Sturm hören kann. Der österreichische Völkerkundler Kurt Jaritz, der um 1955 den Gebirgsstock besuchte, glaubt, dass der arabische Name "qahaf ğnûn (Höhle des Wahnsinns)" lauten müsse, was aber unwahrscheinlich ist, während der Name "Geisterburg" von anderen Besuchern (Barth, Hachette e. a.) bestätigt wird.
Traditionell wird das Massiv von den Tuareg gemieden. Der Sage nach sind der Idinen und der gegenüber liegende Tadrart Akakus verfeindet und bekämpfen einander in der Nacht. Wer sich in den Bergstock begibt, verliert sein Leben oder taucht erst nach vielen Jahren wieder auf, weil die Geister bzw. Wiedergänger ihn so lange festhalten. Als 1850 der deutsche Afrikaforscher Heinrich Barth in Sichtweite der Felsen kam, wurde ihm berichtet, dass in den Felsen die Seelen der Menschen hausten, die vor den muslimischen Tuareg das Land bevölkert hätten. Der archäologisch vorgebildete Barth hatte bereits mehrfach in den Felsmassiven des Landes Inschriften in Tifinagh, der alten Schrift der Tuareg, gefunden und auch Felsbilder entdeckt – die ersten, die überhaupt jemals in Afrika beschrieben und in ihrer Bedeutung für die Erforschung der Geschichte des Kontinents gedeutet wurden. In der Hoffnung, im Idinen-Massiv weitere Spuren frühzeitlicher Besiedlung, etwa durch das Berbervolk der Garamanten, zu finden, begab sich Barth gegen den Rat seiner Begleiter dorthin und verirrte sich, ohne die erhofften Gräber oder Felsmalereien zu finden. Er wäre wohl verdurstet, wenn sich nicht ein mutiger Targi in das Felsmassiv gewagt hätte, um den Christen zu retten.
Heute ist der Idinen lediglich eine Zwischenstation für Sahara-Reisende auf dem Weg zum benachbarten Tadrart Akakus, einer der bedeutendsten Ansammlungen von prähistorischen Felsbildern. Die lokalen Sagen über vorzeitliche Götter und Geister im Idinen-Massiv wurden in den 1950er Jahren von dem französischen Offizier Hachette, der im benachbarten südalgerischen Teil des Adscher-Gebirges eine Abteilung einheimischer Reitersoldaten kommandierte, aufgezeichnet und von dem österreichischen Völkerkundler Kurt Jaritz bearbeitet und wissenschaftlich ausgewertet.

## Literatur

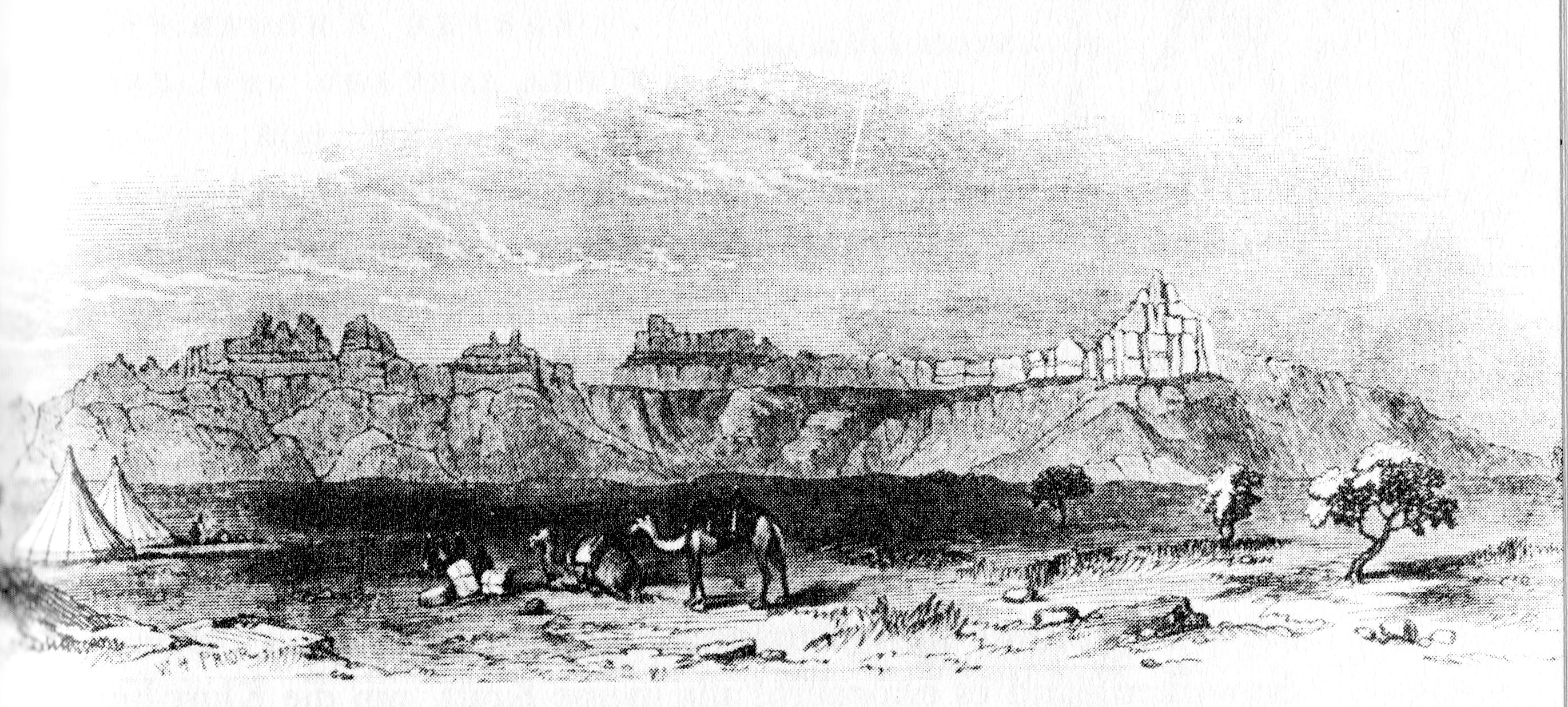
Idinen-Massiv, wie Heinrich Barth es 1850 sah